# Zurab Arziani
Zurab Arziani (in georgiano ზურაბ არზიანი?; Batumi, 19 ottobre 1987) è un ex calciatore georgiano, di ruolo centrocampista.

## Carriera
Ha giocato nella prima divisione dei campionati georgiano, russo, ungherese ed armeno.